# Far from the Madding Crowd (album)
Pour les articles homonymes, voir Far From the Madding Crowd.
Albums de Wuthering Heights
To Travel for Evermore
(2002) The Shadow Cabinet
(2006)
Far From the Madding Crowd est le troisième album du groupe danois de Power metal progressif Wuthering Heights, publié en janvier 2004 par Locomotive Music.

## Liste des chansons
Toute la musique est composée par Wuthering Heights.
| No  | Titre                                             | Durée |
| --- | ------------------------------------------------- | ----- |
| 1.  | Gather Ye Wild                                    | 1:46  |
| 2.  | The Road Goes Ever On                             | 7:49  |
| 3.  | Tree                                              | 5:03  |
| 4.  | Longing for the Woods Part I - The Wild Children  | 5:35  |
| 5.  | Highlands Winds                                   | 6:55  |
| 6.  | Longing for the Woods Part II - The Ring of Fire  | 6:14  |
| 7.  | The Bollard                                       | 3:29  |
| 8.  | Bad Hobbits Die Hard                              | 3:22  |
| 9.  | Longing for the Woods Part III - Herne's Prophecy | 8:38  |
| 10. | Land of Olden Glory                               | 6:21  |
| 11. | Lament for Lórien                                 | 5:52  |